# Wiącka
Wiącka (dawn. Wzdół Rządowy Nr. 2 Wiącka) – wieś w Polsce, położona w województwie świętokrzyskim, w powiecie kieleckim, w gminie Bodzentyn. Leży przy drodze wojewódzkiej nr 751.
| SIMC    | Nazwa   | Rodzaj     |
| ------- | ------- | ---------- |
| 0230556 | Kapkazy | przysiółek |

W latach 1975–1998 miejscowość administracyjnie należała do województwa kieleckiego.